# Wuliuen
Stratigraphie
Étage 4 Drumien
Série 2
Le Wuliuen est un étage du Cambrien.